# Список астероїдів (55701—55800)
| Назва                               | Тимчасове позначення | Дата відкриття    | Місце відкриття                | Відкривач                                              |
| ----------------------------------- | -------------------- | ----------------- | ------------------------------ | ------------------------------------------------------ |
| 55701 Ukalegon                      | 1193 T-3             | 17 жовтня 1977    | Паломарська обсерваторія       | К. Й. ван Гаутен, І. ван Гаутен-Ґроневельд, Т. Герельс |
| 55702 Thymoitos                     | 1302 T-3             | 17 жовтня 1977    | Паломарська обсерваторія       | К. Й. ван Гаутен, І. ван Гаутен-Ґроневельд, Т. Герельс |
| (55703) 2032 T-3                    | 2032 T-3             | 16 жовтня 1977    | Паломарська обсерваторія       | К. Й. ван Гаутен, І. ван Гаутен-Ґроневельд, Т. Герельс |
| (55704) 2165 T-3                    | 2165 T-3             | 16 жовтня 1977    | Паломарська обсерваторія       | К. Й. ван Гаутен, І. ван Гаутен-Ґроневельд, Т. Герельс |
| (55705) 2190 T-3                    | 2190 T-3             | 16 жовтня 1977    | Паломарська обсерваторія       | К. Й. ван Гаутен, І. ван Гаутен-Ґроневельд, Т. Герельс |
| (55706) 2241 T-3                    | 2241 T-3             | 16 жовтня 1977    | Паломарська обсерваторія       | К. Й. ван Гаутен, І. ван Гаутен-Ґроневельд, Т. Герельс |
| (55707) 2246 T-3                    | 2246 T-3             | 16 жовтня 1977    | Паломарська обсерваторія       | К. Й. ван Гаутен, І. ван Гаутен-Ґроневельд, Т. Герельс |
| (55708) 2288 T-3                    | 2288 T-3             | 16 жовтня 1977    | Паломарська обсерваторія       | К. Й. ван Гаутен, І. ван Гаутен-Ґроневельд, Т. Герельс |
| (55709) 2434 T-3                    | 2434 T-3             | 16 жовтня 1977    | Паломарська обсерваторія       | К. Й. ван Гаутен, І. ван Гаутен-Ґроневельд, Т. Герельс |
| (55710) 3081 T-3                    | 3081 T-3             | 16 жовтня 1977    | Паломарська обсерваторія       | К. Й. ван Гаутен, І. ван Гаутен-Ґроневельд, Т. Герельс |
| (55711) 3122 T-3                    | 3122 T-3             | 16 жовтня 1977    | Паломарська обсерваторія       | К. Й. ван Гаутен, І. ван Гаутен-Ґроневельд, Т. Герельс |
| (55712) 3174 T-3                    | 3174 T-3             | 16 жовтня 1977    | Паломарська обсерваторія       | К. Й. ван Гаутен, І. ван Гаутен-Ґроневельд, Т. Герельс |
| (55713) 3463 T-3                    | 3463 T-3             | 16 жовтня 1977    | Паломарська обсерваторія       | К. Й. ван Гаутен, І. ван Гаутен-Ґроневельд, Т. Герельс |
| (55714) 3491 T-3                    | 3491 T-3             | 16 жовтня 1977    | Паломарська обсерваторія       | К. Й. ван Гаутен, І. ван Гаутен-Ґроневельд, Т. Герельс |
| (55715) 3536 T-3                    | 3536 T-3             | 16 жовтня 1977    | Паломарська обсерваторія       | К. Й. ван Гаутен, І. ван Гаутен-Ґроневельд, Т. Герельс |
| (55716) 4249 T-3                    | 4249 T-3             | 16 жовтня 1977    | Паломарська обсерваторія       | К. Й. ван Гаутен, І. ван Гаутен-Ґроневельд, Т. Герельс |
| (55717) 5027 T-3                    | 5027 T-3             | 16 жовтня 1977    | Паломарська обсерваторія       | К. Й. ван Гаутен, І. ван Гаутен-Ґроневельд, Т. Герельс |
| (55718) 5096 T-3                    | 5096 T-3             | 16 жовтня 1977    | Паломарська обсерваторія       | К. Й. ван Гаутен, І. ван Гаутен-Ґроневельд, Т. Герельс |
| (55719) 5131 T-3                    | 5131 T-3             | 16 жовтня 1977    | Паломарська обсерваторія       | К. Й. ван Гаутен, І. ван Гаутен-Ґроневельд, Т. Герельс |
| 55720 Daandehoop                    | 1972 RE              | 15 вересня 1972   | Паломарська обсерваторія       | Т. Герельс                                             |
| (55721) 1978 UX4                    | 1978 UX4             | 27 жовтня 1978    | Паломарська обсерваторія       | Мішель Олмстід                                         |
| (55722) 1978 VU3                    | 1978 VU3             | 7 листопада 1978  | Паломарська обсерваторія       | Е. Гелін, Ш. Дж. Бас                                   |
| (55723) 1979 MP2                    | 1979 MP2             | 25 червня 1979    | Обсерваторія Сайдинг-Спрінг    | Е. Гелін, Ш. Дж. Бас                                   |
| (55724) 1979 MB5                    | 1979 MB5             | 25 червня 1979    | Обсерваторія Сайдинг-Спрінг    | Е. Гелін, Ш. Дж. Бас                                   |
| (55725) 1979 MG5                    | 1979 MG5             | 25 червня 1979    | Обсерваторія Сайдинг-Спрінг    | Е. Гелін, Ш. Дж. Бас                                   |
| (55726) 1979 MG8                    | 1979 MG8             | 25 червня 1979    | Обсерваторія Сайдинг-Спрінг    | Е. Гелін, Ш. Дж. Бас                                   |
| (55727) 1981 ED5                    | 1981 ED5             | 2 березня 1981    | Обсерваторія Сайдинг-Спрінг    | Ш. Дж. Бас                                             |
| (55728) 1981 EV17                   | 1981 EV17            | 2 березня 1981    | Обсерваторія Сайдинг-Спрінг    | Ш. Дж. Бас                                             |
| (55729) 1981 ER30                   | 1981 ER30            | 2 березня 1981    | Обсерваторія Сайдинг-Спрінг    | Ш. Дж. Бас                                             |
| (55730) 1981 EM33                   | 1981 EM33            | 1 березня 1981    | Обсерваторія Сайдинг-Спрінг    | Ш. Дж. Бас                                             |
| (55731) 1981 EO37                   | 1981 EO37            | 1 березня 1981    | Обсерваторія Сайдинг-Спрінг    | Ш. Дж. Бас                                             |
| (55732) 1986 QN2                    | 1986 QN2             | 28 серпня 1986    | Обсерваторія Ла-Сілья          | Анрі Дебеонь                                           |
| 55733 Лепсіус (Lepsius)             | 1986 WS2             | 27 листопада 1986 | Обсерваторія Карла Шварцшильда | Ф. Бернґен                                             |
| (55734) 1986 WD6                    | 1986 WD6             | 27 листопада 1986 | Коссоль                        | CERGA                                                  |
| 55735 Магдебург (Magdeburg)         | 1987 QV              | 22 серпня 1987    | Обсерваторія Карла Шварцшильда | Ф. Бернґен                                             |
| (55736) 1987 QC1                    | 1987 QC1             | 21 серпня 1987    | Обсерваторія Клеть             | Зденька Ваврова                                        |
| (55737) 1988 CQ1                    | 1988 CQ1             | 11 лютого 1988    | Обсерваторія Ла-Сілья          | Ерік Вальтер Ельст                                     |
| (55738) 1988 VG3                    | 1988 VG3             | 14 листопада 1988 | Обсерваторія Кушіро            | Сейджі Уеда, Хіроші Канеда                             |
| (55739) 1989 TV                     | 1989 TV              | 4 жовтня 1989     | Паломарська обсерваторія       | Е. Гелін                                               |
| (55740) 1989 YL2                    | 1989 YL2             | 30 грудня 1989    | Обсерваторія Сайдинг-Спрінг    | Роберт Макнот                                          |
| (55741) 1990 QZ3                    | 1990 QZ3             | 22 серпня 1990    | Паломарська обсерваторія       | Генрі Гольт                                            |
| (55742) 1990 QC10                   | 1990 QC10            | 16 серпня 1990    | Обсерваторія Ла-Сілья          | Ерік Вальтер Ельст                                     |
| (55743) 1990 RF6                    | 1990 RF6             | 9 вересня 1990    | Обсерваторія Ла-Сілья          | Анрі Дебеонь                                           |
| (55744) 1990 RL7                    | 1990 RL7             | 13 вересня 1990   | Обсерваторія Ла-Сілья          | Анрі Дебеонь                                           |
| (55745) 1990 SY7                    | 1990 SY7             | 22 вересня 1990   | Обсерваторія Ла-Сілья          | Ерік Вальтер Ельст                                     |
| (55746) 1990 SW9                    | 1990 SW9             | 22 вересня 1990   | Обсерваторія Ла-Сілья          | Ерік Вальтер Ельст                                     |
| (55747) 1990 SQ14                   | 1990 SQ14            | 25 вересня 1990   | Обсерваторія Ла-Сілья          | Анрі Дебеонь                                           |
| (55748) 1990 VV11                   | 1990 VV11            | 14 листопада 1990 | Обсерваторія Ла-Сілья          | Ерік Вальтер Ельст                                     |
| 55749 Уленшпіґель (Eulenspiegel)    | 1991 AT2             | 15 січня 1991     | Обсерваторія Карла Шварцшильда | Ф. Бернґен                                             |
| (55750) 1991 GP8                    | 1991 GP8             | 8 квітня 1991     | Обсерваторія Ла-Сілья          | Ерік Вальтер Ельст                                     |
| (55751) 1991 NM4                    | 1991 NM4             | 8 липня 1991      | Обсерваторія Ла-Сілья          | Анрі Дебеонь                                           |
| (55752) 1991 PD12                   | 1991 PD12            | 7 серпня 1991     | Паломарська обсерваторія       | Генрі Гольт                                            |
| 55753 Раман (Raman)                 | 1991 RF5             | 13 вересня 1991   | Обсерваторія Карла Шварцшильда | Ф. Бернґен, Лутц Шмадель                               |
| (55754) 1991 RP18                   | 1991 RP18            | 13 вересня 1991   | Паломарська обсерваторія       | Генрі Гольт                                            |
| 55755 Бліте (Blythe)                | 1991 TB15            | 6 жовтня 1991     | Паломарська обсерваторія       | Ендрю Лов                                              |
| (55756) 1991 VJ9                    | 1991 VJ9             | 4 листопада 1991  | Обсерваторія Кітт-Пік          | Spacewatch                                             |
| (55757) 1991 XN                     | 1991 XN              | 7 грудня 1991     | Паломарська обсерваторія       | Е. Гелін                                               |
| (55758) 1991 XR                     | 1991 XR              | 3 грудня 1991     | Паломарська обсерваторія       | Керолін Шумейкер                                       |
| 55759 Ердманнсдорфф (Erdmannsdorff) | 1991 XJ1             | 10 грудня 1991    | Обсерваторія Карла Шварцшильда | Ф. Бернґен                                             |
| (55760) 1992 BL1                    | 1992 BL1             | 30 січня 1992     | Паломарська обсерваторія       | Е. Гелін                                               |
| (55761) 1992 CM2                    | 1992 CM2             | 2 лютого 1992     | Обсерваторія Ла-Сілья          | Ерік Вальтер Ельст                                     |
| (55762) 1992 CE3                    | 1992 CE3             | 2 лютого 1992     | Обсерваторія Ла-Сілья          | Ерік Вальтер Ельст                                     |
| (55763) 1992 DO7                    | 1992 DO7             | 29 лютого 1992    | Обсерваторія Ла-Сілья          | UESAC                                                  |
| (55764) 1992 DG12                   | 1992 DG12            | 26 лютого 1992    | Обсерваторія Кітт-Пік          | Spacewatch                                             |
| (55765) 1992 EN4                    | 1992 EN4             | 1 березня 1992    | Обсерваторія Ла-Сілья          | UESAC                                                  |
| (55766) 1992 EL6                    | 1992 EL6             | 1 березня 1992    | Обсерваторія Ла-Сілья          | UESAC                                                  |
| (55767) 1992 EW10                   | 1992 EW10            | 6 березня 1992    | Обсерваторія Ла-Сілья          | UESAC                                                  |
| (55768) 1992 GH4                    | 1992 GH4             | 4 квітня 1992     | Обсерваторія Ла-Сілья          | Ерік Вальтер Ельст                                     |
| (55769) 1992 HJ5                    | 1992 HJ5             | 24 квітня 1992    | Обсерваторія Ла-Сілья          | Анрі Дебеонь                                           |
| (55770) 1992 OW                     | 1992 OW              | 28 липня 1992     | Обсерваторія Сайдинг-Спрінг    | Роберт Макнот                                          |
| (55771) 1992 PD1                    | 1992 PD1             | 8 серпня 1992     | Коссоль                        | Ерік Вальтер Ельст                                     |
| 55772 Лодер (Loder)                 | 1992 YB5             | 30 грудня 1992    | Обсерваторія Карла Шварцшильда | Ф. Бернґен                                             |
| (55773) 1993 BG6                    | 1993 BG6             | 27 січня 1993     | Коссоль                        | Ерік Вальтер Ельст                                     |
| (55774) 1993 FA8                    | 1993 FA8             | 17 березня 1993   | Обсерваторія Ла-Сілья          | UESAC                                                  |
| (55775) 1993 FY10                   | 1993 FY10            | 19 березня 1993   | Обсерваторія Ла-Сілья          | UESAC                                                  |
| (55776) 1993 FH14                   | 1993 FH14            | 17 березня 1993   | Обсерваторія Ла-Сілья          | UESAC                                                  |
| (55777) 1993 FC17                   | 1993 FC17            | 19 березня 1993   | Обсерваторія Ла-Сілья          | UESAC                                                  |
| (55778) 1993 FW23                   | 1993 FW23            | 21 березня 1993   | Обсерваторія Ла-Сілья          | UESAC                                                  |
| (55779) 1993 FX23                   | 1993 FX23            | 21 березня 1993   | Обсерваторія Ла-Сілья          | UESAC                                                  |
| (55780) 1993 FQ34                   | 1993 FQ34            | 19 березня 1993   | Обсерваторія Ла-Сілья          | UESAC                                                  |
| (55781) 1993 FN36                   | 1993 FN36            | 19 березня 1993   | Обсерваторія Ла-Сілья          | UESAC                                                  |
| (55782) 1993 FF41                   | 1993 FF41            | 19 березня 1993   | Обсерваторія Ла-Сілья          | UESAC                                                  |
| (55783) 1993 FZ43                   | 1993 FZ43            | 19 березня 1993   | Обсерваторія Ла-Сілья          | UESAC                                                  |
| (55784) 1993 FK74                   | 1993 FK74            | 21 березня 1993   | Обсерваторія Ла-Сілья          | UESAC                                                  |
| (55785) 1993 FF80                   | 1993 FF80            | 17 березня 1993   | Обсерваторія Ла-Сілья          | UESAC                                                  |
| (55786) 1993 OE3                    | 1993 OE3             | 20 липня 1993     | Обсерваторія Ла-Сілья          | Ерік Вальтер Ельст                                     |
| (55787) 1993 OB10                   | 1993 OB10            | 20 липня 1993     | Обсерваторія Ла-Сілья          | Ерік Вальтер Ельст                                     |
| (55788) 1993 PX6                    | 1993 PX6             | 15 серпня 1993    | Коссоль                        | Ерік Вальтер Ельст                                     |
| (55789) 1993 RF11                   | 1993 RF11            | 14 вересня 1993   | Обсерваторія Ла-Сілья          | Анрі Дебеонь, Ерік Вальтер Ельст                       |
| (55790) 1993 RP15                   | 1993 RP15            | 15 вересня 1993   | Обсерваторія Ла-Сілья          | Анрі Дебеонь, Ерік Вальтер Ельст                       |
| (55791) 1993 SA2                    | 1993 SA2             | 19 вересня 1993   | Обсерваторія Кітамі            | Кін Ендате, Кадзуро Ватанабе                           |
| (55792) 1993 SV3                    | 1993 SV3             | 18 вересня 1993   | Паломарська обсерваторія       | Генрі Гольт                                            |
| (55793) 1993 SS4                    | 1993 SS4             | 19 вересня 1993   | Коссоль                        | Ерік Вальтер Ельст                                     |
| (55794) 1993 TV14                   | 1993 TV14            | 9 жовтня 1993     | Обсерваторія Ла-Сілья          | Ерік Вальтер Ельст                                     |
| (55795) 1993 TF18                   | 1993 TF18            | 9 жовтня 1993     | Обсерваторія Ла-Сілья          | Ерік Вальтер Ельст                                     |
| (55796) 1994 AX13                   | 1994 AX13            | 12 січня 1994     | Обсерваторія Кітт-Пік          | Spacewatch                                             |
| (55797) 1994 CN15                   | 1994 CN15            | 8 лютого 1994     | Обсерваторія Ла-Сілья          | Ерік Вальтер Ельст                                     |
| (55798) 1994 ES5                    | 1994 ES5             | 9 березня 1994    | Коссоль                        | Ерік Вальтер Ельст                                     |
| (55799) 1994 EC6                    | 1994 EC6             | 9 березня 1994    | Коссоль                        | Ерік Вальтер Ельст                                     |
| (55800) 1994 ED7                    | 1994 ED7             | 9 березня 1994    | Коссоль                        | Ерік Вальтер Ельст                                     |